# Kristina Owczinnikowa
Kristina Owczinnikowa (ros. Кристи́на Овчиннико́ва; ur. 21 marca 2001) – kazachska lekkoatletka specjalizująca się w skoku wzwyż.
Srebrna medalistka halowych mistrzostw Azji w 2023 roku. Uczestniczka igrzysk olimpijskich 2020 w Tokio, w których zajęła 28. miejsce w eliminacjach. Startowała w mistrzostwach świata 2022 w Eugene. Reprezentowała Kazachstan podczas igrzysk solidarności islamskiej. Na rozgrywanych w Bangkoku mistrzostwach Azji wywalczyła złoty medal.
Medalistka mistrzostw Kazachstanu oraz halowych mistrzostw Kazachstanu.
Rekordy życiowe w skoku w dal: stadion – 1,96 (8 czerwca 2021, Ałmaty) hala – 1,95 (4 lutego 2023, Hustopeče).

## Rezultaty
| Rok  | Impreza                          | Miejsce   | Pozycja           | Wynik |
| ---- | -------------------------------- | --------- | ----------------- | ----- |
| 2021 | Igrzyska olimpijskie             | Tokio     | el. – 28. miejsce | 1,86  |
| 2022 | Mistrzostwa świata               | Eugene    | el. – 20. miejsce | 1,86  |
| 2022 | Igrzyska solidarności islamskiej | Konya     | 3. miejsce        | 1,87  |
| 2023 | Halowe mistrzostwa Azji          | Astana    | 2. miejsce        | 1,89  |
| 2023 | Mistrzostwa Azji                 | Bangkok   | 1. miejsce        | 1,86  |
| 2023 | Uniwersjada                      | Chengdu   | 6. miejsce        | 1,84  |
| 2023 | Mistrzostwa świata               | Budapeszt | el. – 25. miejsce | 1,85  |